# فابيو ليفونديس
فابيو ليفونديس هو مدرب كرة قدم برازيلي. يعمل حاليًا كمساعد مدرب ومدرب لياقة بدنية في جونبك هيونداي موتورز في دوري كوريا الجنوبية لكرة القدم.